# De Noord (Windmühle)
De Noord (vollständige Bezeichnung niederländisch De Noord Molen, deutsch Die Nordmühle) ist eine Holländerwindmühle in Schiedam, Südholland, Niederlande. Sie war lange Zeit die höchste Windmühle der Welt.

## Geschichte
Bereits seit dem 18. Jahrhundert prägte eine Gruppe von besonders hohen Galerieholländerwindmühlen das Ortsbild von Schiedam. Diese Mühlen dienten ehemals vor allem zum Mahlen von Malz für die zahlreichen ortsansässigen Brennereien. Von den ehemals mehr als 20 Schiedam-Mühlen sind heute nur noch fünf erhalten. Von diesen ist De Noord (Baujahr 1803) mit einer Kappenhöhe (ohne Flügel) von 33,3 m die höchste. Die Flügelspannweite beträgt 26,6 Meter.
Seit die Kappe der ehemals 38 m hohen Mühle De Hoop in Breda 1927 demontiert wurde, war De Noord weltweit die höchste historische Windmühle.
Anfang der 1930er-Jahre stellte die Mühle den Betrieb ein. Im Jahr 1937 wurde das Oberteil der Mühle abgerissen, so dass nur noch ein Stumpf erhalten blieb. Im Jahr 1955 kaufte die Gemeinde Schiedam den Stumpf, um das Baudenkmal zu erhalten und wiederherzustellen. In zwei Bauabschnitten, 1962 und 1971, wurde das Oberteil in alter Höhe wieder aufgebaut. Auch der Windkraftantrieb und das Mahlwerk wurden wieder funktionstüchtig hergestellt.
Die Mühle behielt den Status der höchsten Windmühle der Welt bis ins Jahr 2006, als in der Nähe die Mühle De Nolet, eine Windkraftanlage im Baustil einer historischen Windmühle, neu errichtet wurde.
Heute beherbergt De Noord ein Restaurant.